# Ze wschodu na zachód. Podróż dookoła świata
Ze wschodu na zachód. Podróż dookoła świata – autobiograficzna relacja z podróży po świecie napisana przez brytyjskiego historiozofa Arnolda J. Toynbee, autora 12-tomowego dzieła Studium historii pisanego z perspektywy 5 kontynentów i traktującego rozwój poszczególnych  cywilizacji jako odpowiedź na wyzwanie czasu ("Challenge and response"). Książka w oryginale (w angielskim) została wydana w 1958 roku, w Polsce w 1962 (tłumaczenie – Tadeusz Jan Dehnel). Pozycja została wydana przez wydawnictwo PAX, w formacie A5, zawiera 272 strony.

## Opis podróży
Zaczyna ją w Ameryce Południowej podziwiając twierdzę  Cartagena de Indias w Kolumbii. Dalej podróżuje przez Amerykę Łacińską zachwycając się m.in. Machu Picchu czy jezioro Titicaca. Kolejny etap podróży do Australia, a potem w Indonezji rozważania na temat wulkanu Gunung Api i urzeczenie tam buddyjskimi stupami w Borobudur. Z indonezyjskiej wyspy Sumatry znad rzeki Papua nad wietnamski Mekong. Mijając filipińską Manilę, Hongkong, na Hokkaido zastanawiając się nad Japonią. W Kambodży autor porównuje buddyjski Angkor  do Odysei czy Raju utraconego. Pisząc o buddyzmie w Birmie dojeżdża do Indii.
Indiom Toynbee  poświęca kilka rozdziałów. Swoje wrażenia z subkontynentu autor  zaczyna od refleksji na temat praw zwierząt, które są tak ufne tu wobec człowieka, bo wiele im tu można, świadome tego, że ich obecność jest częścią boskiego ładu wiedzą,  że nie wolno ich zabijać. Choć, jak Toynbee zauważa nie oznacza to, że zabiega się w Indiach o ich godziwe utrzymanie. T. pisze zabawnie o tym, że drogi należą tu do zwierząt, że jastrzębie zuchwale potrafią porwać jedzenie z talerza, a wróble skaczą beztrosko po stole. Mimo to wolałby on wcielić się kiedyś w krowę na Zachodzie. W Indiach nie byłbym zarżnięty, ale na nic więcej nie mógłbym liczyć. Uważa on, że nasze krowy mają ograniczone prawo dożycia, ale pełniejsze do szczęścia.
Kolejnym tematem jest nowa mapa Indii powstała w 1947 roku, gdy subkontynent wyzwolił się spod panowania brytyjskiego przeżywając tragiczny podział na Indie i Pakistan. Toynbee pisze tu o walkach o władzę  po odejściu Brytyjczyków przypominających walki o sukcesje padającego Imperium Mogołów.Teraz pozostawione sobie Indie, jednoczone uprzednio udziałem w brytyjskiej armii,administracją, językiem angielskim i siecią kolei, podzieliły się dramatycznie. Na podziale najbardziej ucierpiały dwie prowincje: na zachodzie Pendżab i na wschodzie Bengal. Przecięły je na pół granice państwowe między Indiami a nowo powstałym Pakistanem. Podzielono dwie strefy językowe, z katastroficznymi  skutkami gospodarczymi. Bengal Wschodni odcięto od Kalkuty i od przewodzącej gospodarce mniejszości hinduskiej. W Pendżabie rozerwano sieci systemu nawadniania zabezpieczającego dobrobyt kraju. Resztę Indii też ogarnął duch podziału na tle różnic językowych. Ze względu na telugu utworzono nowy stan Andhra Pradesh. Nacjonalizm językowy stawał się siłą odśrodkową. Pojawiała się groźba, że lokalny patriotyzm Tamilów, Andhrów i mieszkańców Kerali może osłabiać ducha jedności Indii (jednoczonych dotąd panowaniem brytyjskim i hinduizmem). Problemem stał się też Bombaj.  W tej gospodarczej stolicy Indii  miejscowa ludność z Maharasztry mówiąca językiem marathi stanowi siłę roboczą, ale pieniądze napędzające ekonomię pochodzą od Gudżaratów, Parsów i Sindów. Konflikt gotowy. Różnojęzyczna mniejszość decydująca o rozkwicie miasta chciałaby z niego utworzyć odrębną jednostkę administracyjną, ale Maharasztra się na to nie zgadza.  Dwa wielkie niegdyś ludy Indii: słynący z męstwa Marathowie i szczycący się rozkwitem kultury Bengalczycy tracą na znaczeniu. Prym wiodą biznesmeni z Gudżaratu, który dał kiedyś Indiom Gandhiego. Złamany podziałem Bengal musi się godzić ze zmierzchem swoich wpływów, ale w Maharasztrze pamiętającej moc takich postaci jak Śiwadźi i Tilak lokalny nacjonalizm rośnie w siłę.
T. ciekawi zmaganie się z subkontynentem Indii. Dla historyka to miejsce jest szczególnie interesujące ze względu na wielkość populacji, w której przeważa ludność wiejska, pytanie jak się chłopów przekona do modernizującej się gospodarki, na ile uda się dzięki niej odmienić ich los. Istotne jest też, jak Indie rozwiążą problemy różnic językowych i religijnych, jak wyznaczą sobie wewnętrzne i zaakceptują zewnętrzne granice. Strategiczne położenie Indii (między Chinami a Pakistanem) czyni z nich miejsce, w którym też decydują się  sprawy światowego pokoju. T. pisze, że Indie objawiają się na drogach, które nigdy nie bywają puste albo nudne (...) Trzy,cztery tysiąclecia kroczą ramię w ramię. Na drogach Indii spotyka się odwieczne chłopstwo żyjące na swoją odwieczną modłę. T. uważa, że jego widok nadal  przypomina opis życia na Wielkiej Drodze Kołowej w Kimie Kiplinga. Patrzącemu na to T. marzy się podróż przez Indie dwukółką zaprzężoną w woły: Wyruszę w podróż bez celu i kresu, a jeżeli z niej wrócę, przywiozę ładunek prawdziwej wiedzy złożony między wolno obracającymi się kołami. T. pisze też o przebudzeniu indyjskiego chłopstwa. Pisze: Na naszej ziemi żniwa powtórzyły się zapewne osiem tysięcy razy. Wobec tego nad głową drzemiącego chłopstwa przetoczyło się osiem tysięcy lat. T. uważa, że cywilizacja ze swoimi dwoma chorobami wrodzonymi – wojną i niewolnictwem – powstała kosztem chłopa. Każe nam zobaczyć wyraz męki i cierpliwej rezygnacji obecny nie tylko w oczach potulnego wołu, ale i chłopa indyjskiego. Indie próbują to zmienić. Nie tylko rozdając żywność w rejonach głodu. Drogą perswazji, nie przemocy. Obejmują siecią pomocy coraz więcej wiosek. Pojawia się w nich zespół: lekarz, agronom, inżynier. Uczą oni mieszkańców wiosek budowania dróg, kopania studzien, higieny i nowoczesnych metod uprawiania ziemi. Z dużym taktem, bo ich zadanie to poruszyć chłopa z miejsca jego własnymi siłami. To mogą zrobić pracując, świecąc własnym przykładem. Działacze akcji społecznych liczą przede wszystkim na kobiety. Prace zaczyna się od budowy szkoły wiejskiej, zbudowania zabezpieczonej od skażenia studni i zastąpienie pełnej odchodów drogi brukowaną ulicą, wzdłuż której biegnie rynsztok.
T. w swej podróży zachwyca się indyjskimi rzekami, chociaż widzi je w porze suchej, wyobrażając sobie tylko ich moc(często niszczycielską) w czas monsunu. W czas suszy objawiają się nam w postaci suchych szerokich koryt. Mosty rozpięte są tam nad sucha, kamienista droga, środkiem której płynie nikła struga wody. Rzeki Pendżabu (nawet wielki Indus) człowiek próbuje ujarzmić zaporami wykorzystując ich wodę w sztucznych kanałach nawadniających pola.
T.jest tak urzeczony rzekami Indii, że prowadzi w książce jakby dialog z nimi przemawiając kolejno do każdej z nich. Przywołuje święty Ganges nie tylko z miejsca, gdzie mija on Benares. W jego pamięci pojawia się widziana z pociągu przecinającego Bihar rzeka Son Pisze o rozlewiskach Brahmaputry, której zdarza się zalać Bengal powodziami, gdy topią się śniegi Himalajów. Przywołuje w pamięci rzeki Kryshnę i Godavari. Rzece Satledź T. przypomina dzień, w którym sikhowie postanowili opanować jej lewy brzeg.Rzekę Bias pyta, czy pamięta dzień, kiedy Aleksander Wielki zrezygnował z jej przeprawy,T.jeszcze patrzy na nie, a już tęskni za nimi. Za ich nurtem, za tym,czego świadectwem były w przeszłości, za świętością, jaka widzą w nich hindusi. Rzeki to dar Boży dla Indii. Bez nich nie istniało by życie. Teraz wykorzystują to modernizujące się Indie stawiając (kontrowersyjne dla niektórych) zapory, magazynując wodę z ulew monsunowych w sztucznych zbiornikach, nawadniając pola. Jak pisze T. W porównaniu z nimi świątynie stanowią niedawny i pomniejszy wkład w życie Indii.
Na południu Indii ogląda świątynie, które zajmują centralne miejsce wokół którego rozbudowało się miejsce. Patrząc na rydwany bóstw oczekujących corocznych procesji w Madura zastanawia się nad starożytnym Ur czy Babilonem. Przemyśliwa, czy to czasem nie sumeryjskie budowle były inspiracją dla architektury indyjskiej, mimo że uważa się, iż prototypem hinduskiej świątyni jest buddyjska stupa.  Jak pisze T. buddyzm jest macierzą indyjskiego budownictwa sakralnego. Ariowie zniszczywszy prastarą kulturę doliny Indus czcili, jego zdaniem, bogów pod gołym niebem. Dopiero buddyści wznieśli pierwsze sakralne budowle: stupy (dla przechowywania relikwii Buddy) i wihary (klasztory dla mnichów). Oni też wyrąbywali stupy i wihary w skale, w pieczarach, w zboczach gór. W Elura mamy dowód jedności trzech religii - wykute w skałach świątynie buddyjskie, hinduskie i dżinijskie. T. od świątyń wykutych w kamieniu woli te z Mahabalipuram z VII wieku po Chrystusie na Wybrzeżu Koromandelskim między Ćennaj, a kiedyś francuskim Pondicherry.
Rzeki i świątynie żyją nadal w naszych czasach lecz twierdze Indii utraciły znaczenie. T. jako historyka twierdze fascynują. Lubi też widok z ich wysokości. Czasem jednak jego 68 lat życia nie pozwala mu się już w tropiku wspiąć na samą górę twierdzy np. Daulatabad w stanie Maharasztra. Cieszy się, że w twierdzy Golkonda (pod Hajdarabadem) udało mu się wdrapać na słynne "schody kochanków". Gwalior w Madhya Pradesh podziwia jako wytwór natury rozbudowanej rękoma ludzi. Ma wrażenie, że jak w Grecji zaciera się tu granica między tym, co tworzy natura, a co uzupełnia człowiek.
Kolejny etap podróży to Sri Lanka. T. ląduje na suchej części wyspy, gdzie przez 2 tysiące lat rozwijała się historia wówczas Ceylonu. Dopiero potem na zadeszczonej południowej części wyspy powstały plantacje herbaty i górskie stacje klimatyczne.Początkowo autora książki w tamilskim mieście Jaffna uwięziły lokalne konflikty.Większość na wyspie to buddyjscy Syngalezi, ale hinduskie, tamilskie i chrześcijańskie (potomkowie Holendrów) mniejszości zajęły wyższe społecznie stanowiska. Gdy demokracja dopuściła do władzy większość, Syngalezizaczęli nadużywać swej władzy wobec mniejszości. Nakazano np., że obowiązują tylko tablice rejestracyjne pisane językiem syngalezkim. Tamilowie zagrozili, że położą się pod każdym samochodem, który się temu podporządkuje. Kiedy T. udało się jednak wyruszyć w głąb wyspy, miał okazję zobaczyć tamy, groble i nawodnione pola, częściowo zniszczone przez wojnę domową. Ze szczytu Sigirija, na którym 1500 lat temu rzekomo król-morderca szukając ucieczki przed zemstą postawił zamek warowny T. oglądał z zachwytem krajobrazy wyspy. I znowu powrót do Indii. Szukanie w Sringapatam (Srirangapatna)nad rzeką Kaweri śladów bitwy z 1799 roku, podczas której Tipu Sultan stracił królestwo i życie. Umiejscowiona na wyspie rzecznej ufortyfikowana stolica muzułmańskiego królestwa Mysore tracąc swojego króla otworzyła panowaniu Brytyjczyków drogę na południe Indii.
Śravana Belgola koło Mysore – wykuta w skale, gigantyczna postać jednego z Tirthankaraów- świętych dżinizmu (liczącej sobie dwa i pół tysiąca lat religii, która narodziła się jednocześnie z buddyzmem). Może gdyby nieogromny wpływ reformatora hinduizmu Adi Śankara miałaby dziś w Indiach dużo większy wpływ. W przeciwieństwie do buddyzmu nigdy dżinizm nie rozszerzył swojego działania poza Indie, ale i nie został z nich wyparta przez hinduizm. Zdaniem T. chrześcijaństwo pod pewnym względem przypomina buddyzm. Też opanowało pół świata, ale utraciło władzę nad swoim ojczystym krajem, który obie religie traktują jak ziemię  świętą. T. zadaje sobie pytanie, czy Indie straciły czy zyskały na tym, że dżinizm w cieniu hinduizmu nie urósł, a buddyzm (pomijając nielicznych z niskich kast i pielgrzymów do świętych miejsc  w Biharze) wyemigrował za granicę.
Na kolejnym etapie podróży T. znów zajmuje się podziałem Indii w 1947. Rok wyzwolenia Indii spod panowania brytyjskiego był czarnym rokiem szczególnie dla Bengalu i Pendżabu. W Pendżabie bliskie dotychczas miasta Amritsar i Lahaur rozdzieliła najpierw krew, potem granica. Lahaur – stolica  sikhów i muzułmanów stał się pakistańskim miastem wyznawców islamu. Amritsar powstał na pustkowiu jako miasto sikhów. Wokół ich świątyni. W sikhizmie (wyrosłym z próby syntezy islamu i hinduizmu) T. zauważa podobieństwo do protestantyzmu z jego dyscypliną i precyzją. Granth Sahib, święta księga sikhów, zawierająca obok słów ojca sikhizmu Guru Nanaka teksty Kabira i innych mistyków muzułmańskich, cieszy się kultem przewyższającym cześć oddawana w protestantyzmie Biblii. Mimo obecności muzułmańskich tekstów w Granth Sahib między wyznawcami obu religii polała się w 1947 krew. Obie kultury przeplatają się ze sobą -w Lahore grobowiec wodza sikhów Ranjita Singha znajduje się tuż obok meczetu. A jednak w rachunkach krzywd są wzajemnie zburzone domy, zabici krewni, zgwałcone kobiety. I rozdzielone bratnie kiedyś miasta. Wchodząc w skład Pakistanu Lahaure zyskało na znaczeniu, ale przestało być stolicą trzech wyznań – islamu, hinduizmu i sikhizmu. Amritsar w granicach indyjskiego Pendżabu pozostaje stolica sikhów.
Kolejny etap podróży T. to Gandhara podzielona między Indie (Peszawar), Pakistan i Afganistan – twierdza buddyzmu sławna z rzeźb współczującego Buddy i z Przełęczy Chajberskiej, która przechodzili do Indii najeźdźcy. To miejsce jest dla T. okazją do zastanowienia się nad płynnością granicy, kontrolowanej tu przez zbrojnych Pathanów. Mieli z nimi kłopoty sikhowie, potem Brytyjczycy. Jak pisze T. góry nie są w stanie ich wyżywić, schodzą w doliny walcząc tam o swoje miejsce. T. uważa, że rozwiązaniem dla wojowniczych plemion może być nawodnienie jałowej doliny dzięki sztucznemu jezioru Warsak.
Ostatni etap podróży po Indiach wiąże się z Doliną Indusu – odkryta w XX wieku zapomniana cywilizacja miejska  w Harappa  i Mohendżo Daro. Trzy tysiące lat przed Chrystusem w Dolinie rzeki Indus budowano miasta na symetrycznym planie z wysokiej jakości cegły. Wyposażone w ścieki,łaźnie, spichlerze. Skąd pochodzili jego budowniczowie? Kto zniszczył ich cywilizację? Stajemy przed tajemnicą.
Podróż T. trwa. Przed nim jeszcze Izrael, Iran, Irak, Syria i na końcu Liban, z którego odleci on do Anglii. Kończąc 17-miesięczną podróż, do której przygotowywał się przez półtora roku. Zamykający podróż Bejrut jako stolica Libanu można opatrzyć komentarzem Toynbee'go  o dwóch wrogach prawdziwych podróżników: samolotach i stolicach.  Im doskonalsze walce młyńskie, tym mniej pożywny chleb, pisze T. I Stolice  świata współczesnego stają się coraz większe,coraz bardziej do siebie podobne, coraz potężniej namagnetyzowane.(...) Ale prowincja jest nawet dziś realnym obrazem świata.
W swej opowieści daje nam perspektywę historyka, który patrzy na miejsce z punktu widzenia czasu. To ciekawe, nawet jeśli książka zawiera wrażenia zbierane 50 lat temu.

## Cytat
Indie rzucają czar na przybyszów ze wszystkich stron świata. Chiński buddysta, który w V czy VII wieku po Chr. pielgrzymował do Gandhary albo Biharu, odczuwał ten urok równie silnie jak dzisiejszy świecki gość z Zachodu. Niewiele krajów niepokoi tak i zbija z tropu cudzoziemskiego wędrowca. Jeszcze mniej chyba budzi przy rozstaniu podobny żal i równie gorące pragnienie powrotu.